# Tillandsia 'Amigo'
Tillandsia 'Amigo' es un cultivar híbrido del género Tillandsia perteneciente a la familia Bromeliaceae.
Es un híbrido creado en el año 1984 con las especies Tillandsia jalisco-monticola × Tillandsia rothii.